# Sillamäe
Sillamäe (rus. Силламяэ) je grad u okrugu Ida-Virumaa u sjevernom dijelu Estonije, na južnoj obali Finskog zaljeva. Grad ima populaciju od 16.183 (od 1. siječnja 2010) i pokriva površinu od 10,54 km². Oko 85% gradskog stanovništva su Rusi. Udaljenost od općinskog središta Jõhvija je 24 km. Najbliža željeznička stanica nalazi se 3 km južno. Narva je 25 km prema istoku.
Tijekom sovjetskog režima u Estoniji, Sillamäe je bio zatvoreni grad zbog kemijske tvornice koje proizvode nuklearno gorivo i nuklearni materijal za sovjetske nuklearne elektrane i nuklarno oružje. Sillmäe dobiva gradska prava 1957. godine. 2005. godine otvorena je luka u Silläe. Od 2006. do 2007. postojala je redovna trajektna linija između Sillamäe i Kotke u Finskoj.
Postoji nekoliko turističkih mjesta koja se nalaze u blizini Sillamäe (npr. Toila i Narva-Jõesuu), osobito popularna za vrijeme sovjetskog razdoblja.
Od nogometnih klubova u gradu postoji JK Sillamäe Kalev (1. liga ).

## Vanjske poveznice
Službene stranice (na estonskom, ruskom i engleskom)
|  | Zajednički poslužitelj ima još gradiva o temi Sillamäe |